# Nowe Podole
Nowe Podole (prononciation : [ˈnɔvɛ pɔˈdɔlɛ]) est un village polonais de la gmina de Wilga dans le powiat de Garwolin de la voïvodie de Mazovie dans le centre-est de la Pologne.
Il se situe à environ 24 km à l'ouest de Garwolin (siège du powiat) et à 46 km au sud-est de Varsovie (capitale de la Pologne).

## Histoire
De 1975 à 1998, le village appartenait administrativement à la voïvodie de Siedlce.